# Svartstrupig lövsalsfågel
Svartstrupig lövsalsfågel (Sericulus aureus) är en fågel i familjen lövsalsfåglar inom ordningen tättingar.

## Utbredning och systematik
Fågeln förekommer i lågland och låglandsskogar på västra Nya Guinea. Flamlövsalsfågel (S. ardens) behandlades tidigare som en underart till svartstrupig lövsalsfågel.

## Status och hot
Arten har ett stort utbredningsområde, men tros minska i antal, dock inte tillräckligt kraftigt för att den ska betraktas som hotad. Internationella naturvårdsunionen IUCN listar arten som livskraftig (LC).